# Redigobius oyensi
Redigobius oyensi е вид бодлоперка от семейство Попчеви (Gobiidae).

## Разпространение
Видът е разпространен в Индонезия (Бали, Малки Зондски острови, Малуку и Папуа), Палау, Папуа Нова Гвинея (Бисмарк) и Филипини.